# نیکامرغ شرقی
نیکامرغ شرقی (نام علمی: Nicator gularis) گونه ای از پرندگان آوازخوان از تیرهٔ نیکامرغان (Nicatoridae) است. در اسواتینی، کنیا، مالاوی، موزامبیک، سومالی، آفریقای جنوبی، تانزانیا، زامبیا و زیمبابوه یافت می‌شود. زیستگاه طبیعی آن جنگل‌های خشک نیمه گرمسیری یا گرمسیری، ساوانای خشک و بوته‌زارهای نمناک نیمه‌گرمسیری یا گرمسیری است. از جنوب تا پیرامون Mtunzini در شمال کوازولو-ناتال، آفریقای جنوبی یافت می‌شود و به‌طور منظم از مناطق پست شمال تا شرق آفریقا، از جمله مناطق داخلی در امتداد رودخانه زامبزی گزارش می‌شود.